# Memadpura
Memadpura fou un estat tributari protegit de l'agència de Mahi Kantha a la presidència de Bombai. Estava format per 1 sol poble, amb 449 habitants el 1901 (644 el 1881). Els seus ingressos s'estimaven en 1.800 rupies el 1900, pagant un tribut de 175 rúpies al Gaikwar de Baroda.